# La Trinchera (1912-1919)
La Trinchera fue un semanario político satírico jaimista editado entre 1912 y 1919 en la ciudad española de Barcelona, durante la Restauración.

## Historia
Apareció el 14 de julio de 1912, a cuatro páginas de 51 por 37 cm y cuatro columnas. Se imprimía en la imprenta Editorial Barcelonesa, situada en la calle Cortes, 596. En el número 2 se publicó la autorización, firmada por el duque de Solferino, jefe regional jaimista de Cataluña. Tuvo una tirada de unos 7.000 ejemplares.
Con el subtítulo «Semanario jaimista. Radicalismo e intransigencia. Nobleza y sinceridad»,
se distinguió desde los primeros momentos por sus rudas campañas contra los lerrouxistas y demás elementos anticlericales y enemigos del tradicionalismo. Estaba escrito en catalán y castellano. Se presentaba como el órgano de las Juventudes Jaimistas y se definió como «esencialmente jaimista, obrerista y democrático».
Su director efectivo era Pedro Pascual Villamor. Borja de Llanza era el gerente y Ramón Oller el administrador. El obrero espartero Juan Aymat, que había dirigido anteriormente La Reconquista de Tarragona y según Melchor Ferrer apenas sabía leer y mal firmar, figuraba como director del semanario a efectos legales, y en febrero de 1913 fue encarcelado por el delito de ofensas a Alfonso XIII.

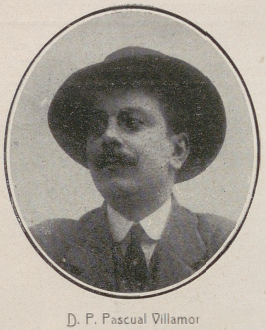
El director Pedro Pascual Villamor.

La publicación organizó mítines de controversia, regaló a sus lectores pistolas Browning y una carabina Mauser, libros, etc. Alentó diferentes actos de propaganda en Barcelona y pueblos de la región.
Los números 31, 46 y 53, entre otros, fueron denunciados. De acuerdo con Navarro Cabanes, se puso en pugna con los jefes jaimistas, combatió a El Correo Catalán, El Guerrillero y el Gráfico Legitimista, y su director tuvo que abandonar la redacción de El Correo Catalán, de la que también formaba parte.
Según Cruz Seoane y Saiz García, el semanario formaba parte de la tendencia radical dentro del carlismo catalán —en la que predominaban los jóvenes—, enfrentada en ocasiones a la moderada, inspirada por la dirección del partido y por su órgano oficial en Cataluña, El Correo Catalán. De acuerdo con Ucelay-Da Cal, La Trinchera defendió un carlismo obrero actualizado y violento, muy crítico con las alianzas de la dirección del partido con la Lliga Regionalista, e hizo gala de un nacionalismo español fogoso y anticapitalista. Debido a la rudeza de sus ataques a la izquierda y el separatismo, bajo la dirección de Pascual Villamor el semanario alcanzaría popularidad no solo entre los carlistas, sino también entre los derechistas en general.

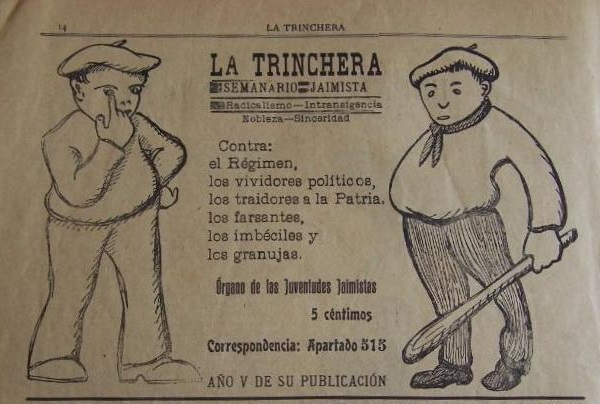
La Trinchera «Contra: el Régimen, los vividores políticos, los traidores a la Patria, los farsantes, los imbéciles y los granujas.» (1916)

El semanario acusó a los dirigentes carlistas de oportunismo por interesarse sobre todo en ocupar puestos en las Cortes. En sus artículos exaltó la violencia, llegando a proclamar en algunos de ellos que «la estaca y la browning [son] dos compañeras inseparables de la juventud jaimista» y que «las urnas electorales son demasiado pequeñas para poder contener nuestros entusiasmos, que necesitan de la anchura de nuestras calles para contener con el garrote y la browning a las hordas revolucionarias».
En julio de 1912 conmemoró el tercer aniversario de la Semana Trágica editando el semanario con una gran mancha de sangre en primera plana. En noviembre del mismo año llegaría a recibir con alborozo la noticia del asesinato del presidente del gobierno José Canalejas, a quien los carlistas consideraban enemigo de la Iglesia.
Los redactores de La Trinchera rechazaron también el paternalismo de la corriente principal del catolicismo social y simpatizaban con los sindicatos católicos libres de los dominicos Pedro Gerard y José Gafo.
Su redacción se hallaba en el Ateneo Obrero Legitimista, donde en 1919 se fundarían los Sindicatos Libres, en los que entraron en masa los redactores de La Trinchera.

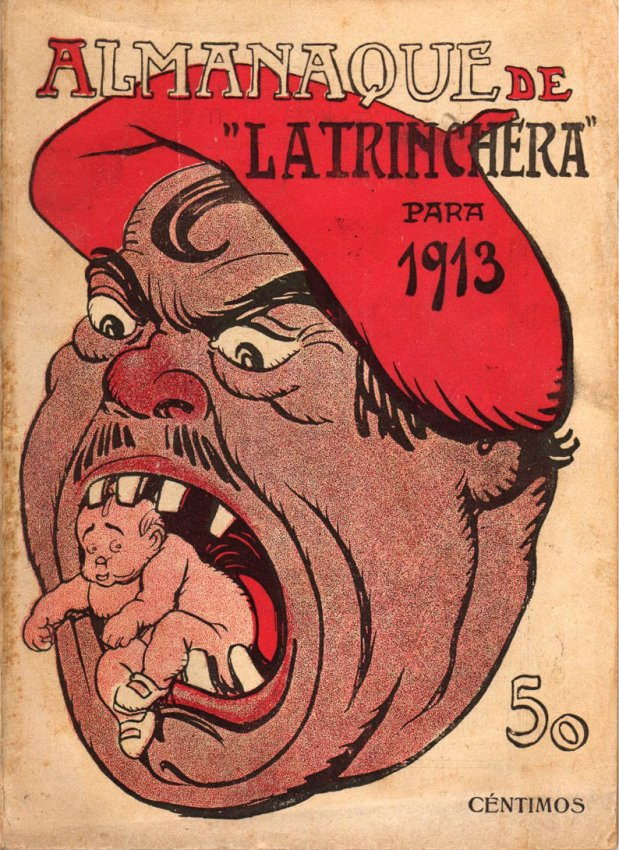
Almanaque de La Trinchera para 1913

Cesó su publicación en 1919, pero volvería brevemente en 1920 y nuevamente en 1923 dirigido por José Bru. En esta nueva aparición cambiaría su nombre por La Protesta en su segundo número.
En 1930 apareció de nuevo el semanario con su antigua cabecera dirigido por Domingo Farell y editado por el Requeté de Barcelona, bajo el control del partido jaimista y esta vez opuesto al sindicalismo libre representado por el también reaparecido semanario La Protesta. En esta última época, La Trinchera atacó a Primo de Rivera, y afirmó que ellos, como jaimistas, habían formado parte de la reacción antiterrorista de antes de 1923, pero que no tenían nada que ver con los que habían adulterado los Sindicatos Libres sujetándolos a hombres de la dictadura.

## Redactores y colaboradores

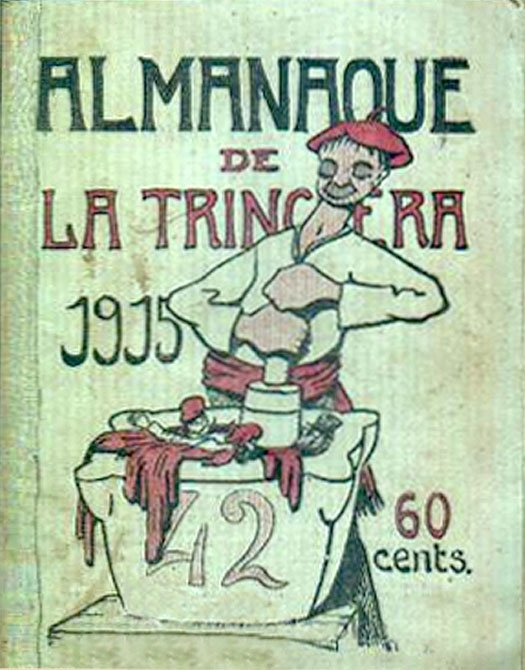
Almanaque de La Trinchera para 1915

De acuerdo con Navarro Cabanes, tuvo por redactores a Ángel Marqués, Alfredo Germán, Ramón Solsona, Alfonso María de L. Lanabras, José María Escuin, N. Jimeno, José Bru Jardí, Canellas y Cerezuela. En 1916 figuraban en su plantilla de redacción P. Pascual Villamor como director, Luis de Llanzá como gerente, José María Escuin como administrador y Manuel Masana, José Sabaris, Santiago Brandoly, Miguel Gabín, Estanislao Rico Ariza como redactores. En 1920 figuraban M. Agell Nadal como director-propietario; José Bru, redactor-jefe; Ángel Marqués, E. Rico Ariza y José Baró, redactores; José María Montañá, administrador-gerente y Ramón de Puñol Opeso, secretario de Administración. Al reaparecer en 1930 dirigido por Domingo Farell, fueron redactores José M. Ubach, Joaquín Roca, Eugenio Feliu, José Vallés, J. Reñalles y José Fusti.
Algunos de sus muchos colaboradores fueron Joaquín Míquez García, Dalmacio Iglesias, Gustavo Sánchez Márquez, Jaime Cardona, Domingo Cirici Ventalló, el conde de Kenty, Jimeno Marqués, Diego B. Regidor, Pilar de Cavia, Vicente Carbó, José Sánchez Escudero, Roberto Andreu, Luis de Aragón, Adolfo Iglesias Doménech, Norberto Jimeno, Ramón Aymerich Fortet, Enrique Sarradell, Adolfo Berdejo, Emilio Rodríguez Caro, Mariano Díaz, Carlos G. Verdugo, Apolinar de Eizaguirre, Ignacio Sevila Morant, José María Bayas, Pedro Roma Campí, Juan Bautista Roca, Ramón Gassió y Melchor Ferrer.